# Густав Филип фон Пфалц-Велденц-Лютцелщайн
Густав Филип фон Пфалц-Велденц-Лютцелщайн (на немски: Gustav Philipp von Pfalz-Veldenz-Lützelstein; * 17 юли 1651, дворец Лаутерекен; † 18 август 1679, дворец Лаутерекен) от фамилията Вителсбахи (линия Пфалц-Велденц), е наследственият принц на Пфалц-Велденц-Лютцелщайн.

## Живот
Той е най-възрастният син на пфалцграф Леополд Лудвиг фон Пфалц-Велденц (1625 – 1694) и съпругата му Агата Кристина фон Ханау-Лихтенберг (1632 – 1681), дъщеря на граф Филип Волфганг фон Ханау-Лихтенберг (1595 – 1641) и първата му съпруга графиня Йохана фон Йотинген-Йотинген (1602 – 1639). По-малките му братя са офицерите Карл Георг (* 1660, Лютцелщайн; † 4 юли 1686, убит пред Пеща/Офен) и Август Леополд (* 1663, Лютцелщайн; † 9 септември 1689, убит пред Майнц като баварски полковник).
Густав Филип пътува като млад през Франция, Швеция, Дания и Германия. Той служи при херцога на Лотарингия, след това е на императорска служба. Той води разгулен живот.
Против волята на баща си Густав Филип става католик. Баща му го изгонва от дворец Лаутерекен. През август 1678 г. Густав Филип влиза на сила в двореца и намушква един млад мъж. Тогава баща му го затваря в кулата на дворец Лаутерекен за около една година. От затвора си той пише писма. Баща му нарежда да бъде убит. Пазачът Берто го застрелва в леглото му. Густав Филип е погребан тайно късно през нощта на 24 август 1679 г. на неизвестно място.